# Bahnhof Berlin Osdorfer Straße
Der Bahnhof Berlin Osdorfer Straße ist ein Haltepunkt im Berliner Ortsteil Lichterfelde des Bezirks Steglitz-Zehlendorf, der von den Linien S25 und S26 der Berliner S-Bahn bedient wird. Er wurde erst 1998 in Betrieb genommen und ist somit einer der jüngsten Berliner S-Bahnhöfe.

## Lage
Der Haltepunkt an der Anhalter Bahn befindet sich in Lichterfelde im Bezirk Steglitz-Zehlendorf, ca. 13 km Luftlinie südwestlich des Stadtzentrums. Er grenzt an die Osdorfer Straße und die Hildburghauser Straße. Der Bahnhof Lichterfelde Süd liegt rund 1,1 km südlich und der Bahnhof Lichterfelde Ost ca. 1,6 km nördlich. Der Bahnhof Osdorfer Straße befindet sich im Tarifbereich Berlin B des Verkehrsverbundes Berlin-Brandenburg.

## Namensgebung
Der Bahnhof ist nach der unmittelbar an die Station angrenzende Osdorfer Straße benannt. Osdorf war eine Gemeinde im Landkreis Teltow-Fläming südlich von Berlin.

## Geschichte
Ein Bahnhof an dem Ort, wo sich der heutige Haltepunkt Osdorfer Straße befindet, war schon in den 1970er Jahren geplant, um die Thermometersiedlung besser bedienen zu können. Nach der Verbreiterung der Osdorfer Straße wurden noch im Auftrag der Deutschen Reichsbahn die Bahnbrücken und die Abstände beider Gleise verbreitert. Die Kosten trug der Berliner Senat. Zu dem Neubau kam es jedoch vor 1998 nicht. Mit der Eröffnung des Bahnhofs erfolgte auch die Wiederinbetriebnahme der S-Bahn-Strecke Lichterfelde Ost – Lichterfelde Süd.
Seit Ende 2015 erfolgt die Zugabfertigung durch den Triebfahrzeugführer mittels Führerraum-Monitor (ZAT-FM).

## Anlagen

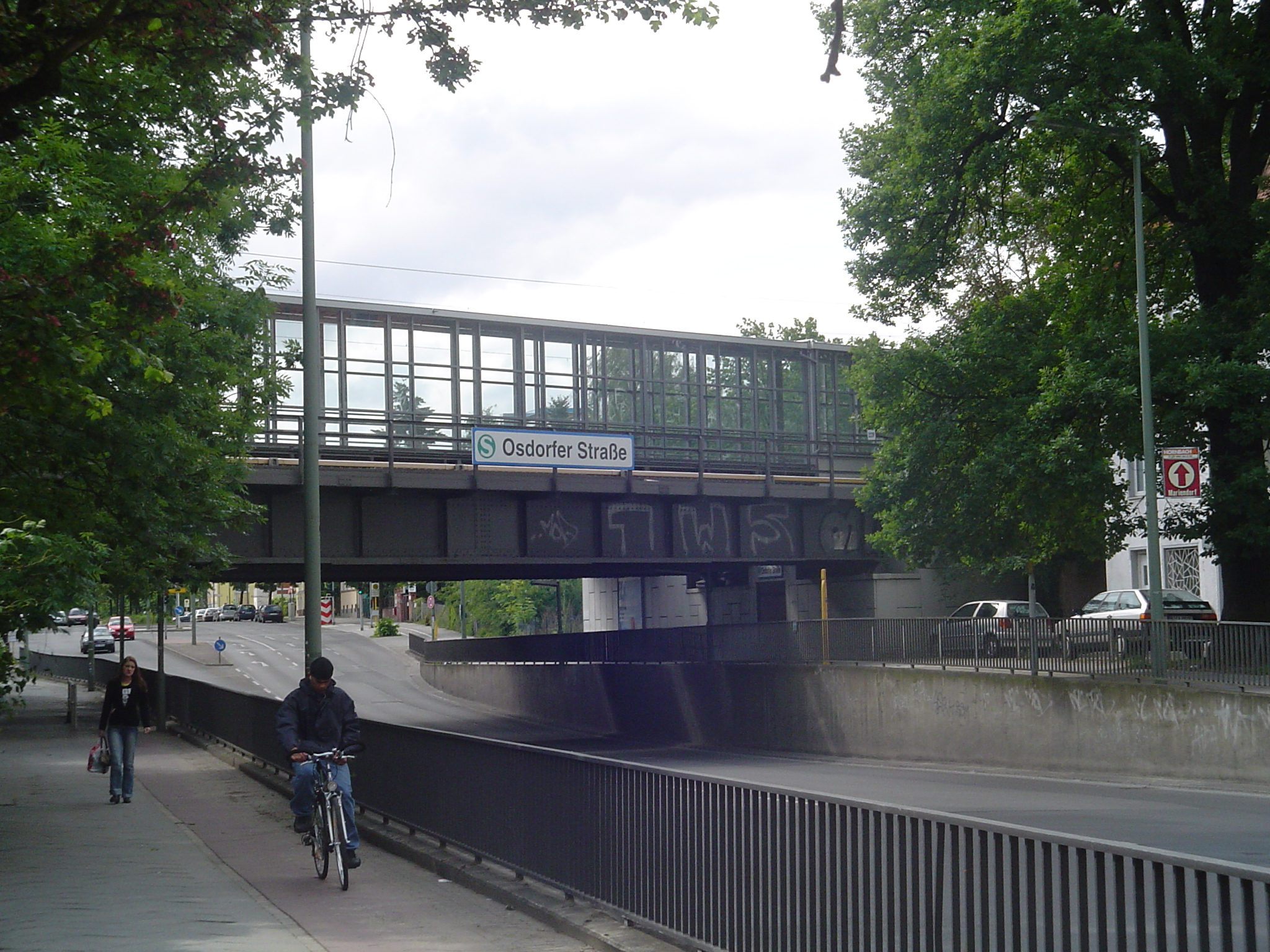
Bahnhofsgebäude, 2006

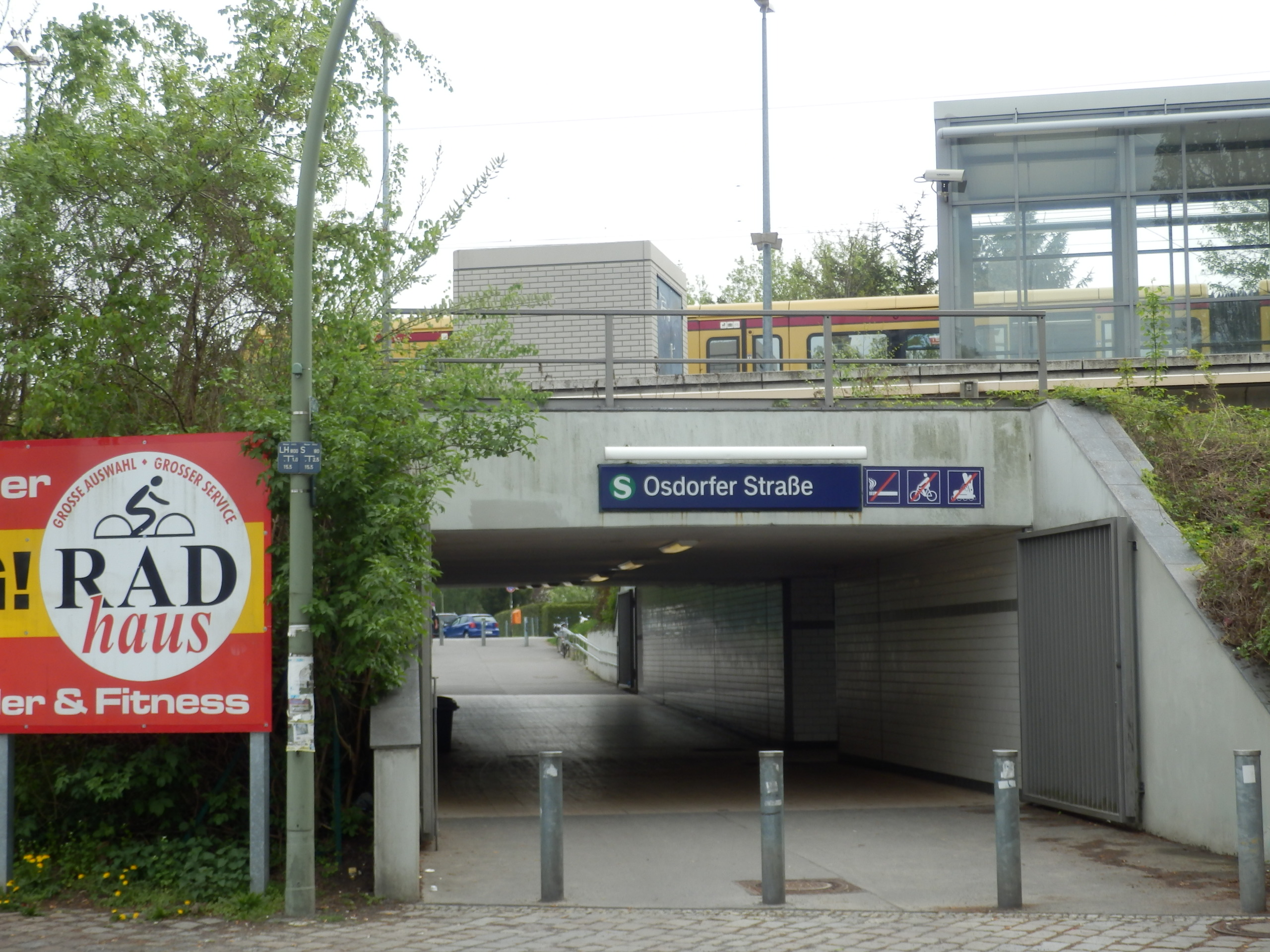
Nördlicher Bahnhofszugang, 2013

Der Bahnhof besitzt einen flachen Mittelbahnsteig, der nicht überdacht ist, einen Aufzug und drei Ausgänge, einen am nördlichen und zwei am südlichen Ende. Die Station ist somit von beiden Straßenseiten der Osdorfer Straße zu erreichen. Von einer südlichen Treppe führt ein verglaster, 31 m langer Gang zu den Bahnsteigen.

## Anbindung
| Linie | Verlauf | Takt |
| ----- | --- | ---- |
|       | Hennigsdorf – Heiligensee – Schulzendorf – Tegel – Eichborndamm – Karl-Bonhoeffer-Nervenklinik – Alt-Reinickendorf – Schönholz – Wollankstraße – Bornholmer Straße – Gesundbrunnen – Humboldthain – Nordbahnhof – Oranienburger Straße – Friedrichstraße – Brandenburger Tor – Potsdamer Platz – Anhalter Bahnhof – Yorckstraße – Südkreuz – Priesterweg – Südende – Lankwitz – Lichterfelde Ost – Osdorfer Straße – Lichterfelde Süd – Teltow Stadt \|\| 20 min |      |
|       | Blankenburg – Pankow-Heinersdorf – Pankow – Bornholmer Straße – Gesundbrunnen – Humboldthain – Nordbahnhof – Oranienburger Straße – Friedrichstraße – Brandenburger Tor – Potsdamer Platz – Anhalter Bahnhof – Yorckstraße – Südkreuz – Priesterweg – Südende – Lankwitz – Lichterfelde Ost – Osdorfer Straße – Lichterfelde Süd – Teltow Stadt \|\| 20 min |      |

Des Weiteren bedienen einige Stadtbuslinien den Bahnhof.